# Match racing

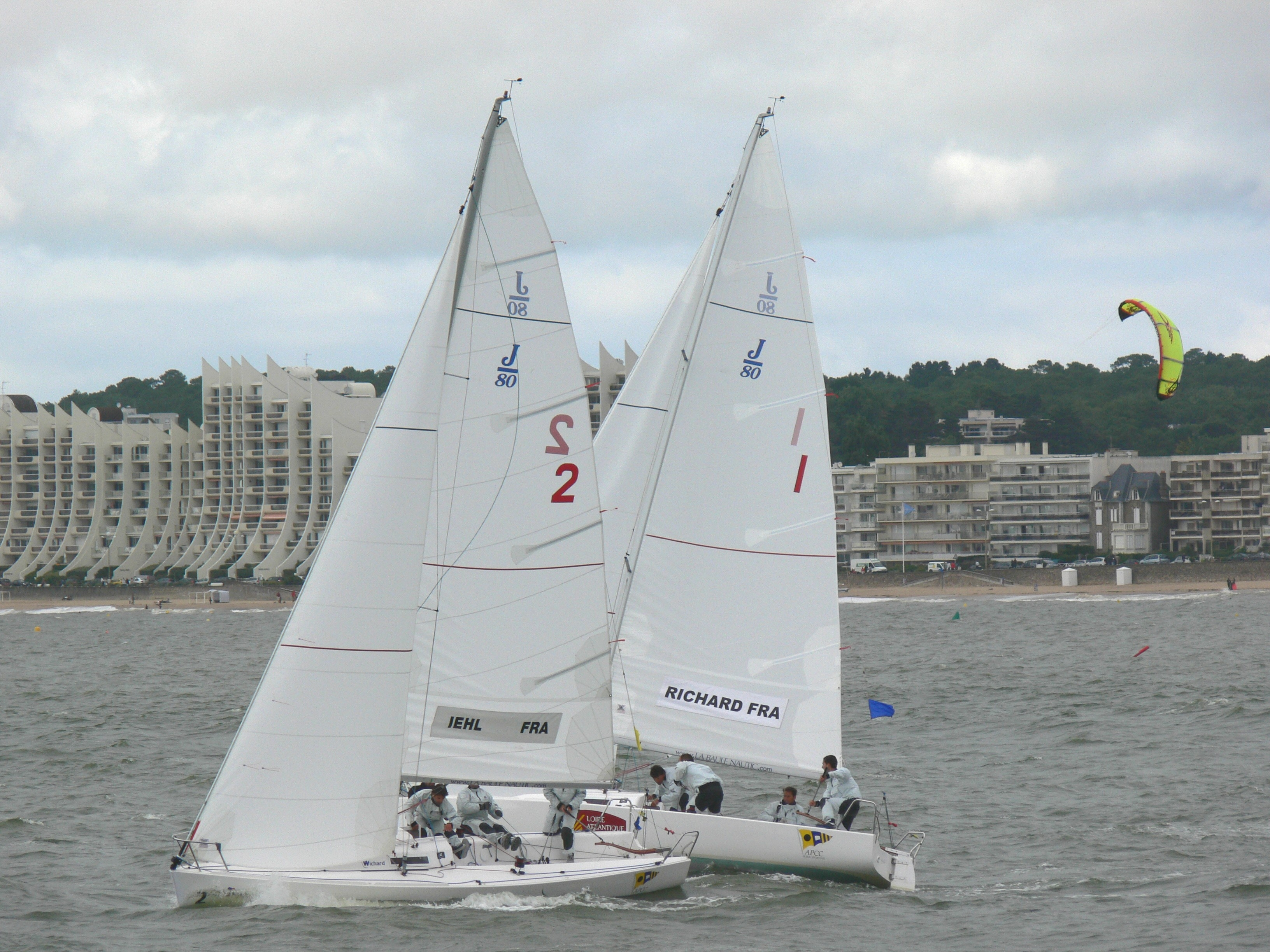
Demi-finale Iehl-Richard, lors des Internationaux de France de match racing 2008 à Pornichet - APCC

Le match racing (ou match race) est une forme particulière de régate. Il s’agit d’un affrontement à armes égales sur l’eau sous forme de duel (un bateau contre un autre), par opposition à la régate en flotte.
Le Match Racing s'est inspiré initialement de la Coupe de l'America, avant de devenir une discipline sportive à part entière. Il s’agit d'une forme alternative au team racing et au fleet racing.

## Histoire du Match Racing

### De l'origine à 1930: les débuts
Vers la fin du XVIIe siècle, la voile devient peu à peu un sport, et les riches armateurs se lancent alors des défis sous forme de duels.
Les règles de priorités entre voiliers deviennent alors les règles d'un nouveau jeu qui deviendra plus tard le Match Racing.
C'est ensuite à travers la Coupe de l'America que le Match Racing va se développer, lorsque pour la première fois en 1871, la Coupe se déroule sous forme de duels (Livonia contre Columbia et Sappho) mais alors sur des bateaux résolument différents et en temps compensé. Le départ se donne alors encore à l'ancre, voiles ferlées.

### De 1930 à 1987: la modernisation
Le Match Racing prend une forme moderne lorsqu'en 1930, la course se déroule sur des bateaux de formes proches : les Class J, et en temps réel. Enfin, une innovation va transformer la course : ce sont les pré-départs. Un nouveau jeu apparaît avant le départ, le but étant de partir mieux que l'autre et lancé au coup de canon.
Si jusqu'en 1934 le bateau le plus rapide a toujours gagné, cette année pour la première fois la Coupe est remportée grâce à la qualité sportive plutôt qu'au design des bateaux (Rainbow 4 - 2 Endeavour). C'est alors qu'il a paru nécessaire d'entraîner les équipages de l'America aux manœuvres et aux schémas tactiques propres du Match Racing : la première épreuve de Match Racing à proprement parler est alors créée, avec des bateaux identiques et en rencontre à un contre un : c'est la Bermuda Gold Cup aux Bermudes, qui fut courue dès 1937[réf. nécessaire]. Des bateaux spécifiques, les IOD, proches en forme des class J mais beaucoup plus petits, ont été dessinés pour l'épreuve. Cette épreuve se court encore aujourd'hui sur ces mêmes bateaux, et c'est une épreuve majeure du circuit Match Racing.
Mais il faut attendre la fin des années 1960 pour que le Match Racing se développe un peu avec la Congressionnal Cup aux États-Unis en 1965, puis en Angleterre, à Lymington la Royal Lymington Cup. Ces épreuves sont alors réservées à l’élite de la voile proche de la Coupe de l'America.
En 1977, durant le Grand Pavois de La Rochelle, la Coupe des Skippers est organisée en France mais elle ne durera pas.

### À partir de 1987: l'explosion
La véritable naissance du Match Racing se déroule après la « Cup 87 » en Australie, la discipline explose un peu partout dans le monde et le premier Championnat de France est organisé en 1987 et le premier Championnat du Monde en 1988. Cependant, les réclamations continuent d’être jugées le soir comme pour une course en flotte. La victoire d'un match peut alors être décidée par le jury après la fin de la course, parfois au terme d'heures de plaidoyer et de délibérations. Cette même année, la Congressionnal Cup va essayer un nouveau type d'arbitrage sous l'influence de Tom Ehman qui va révolutionner le Match Racing : l'arbitrage direct sur l'eau tel qu’il existe à l’heure actuelle, à quelques améliorations près.
Dès l'année suivante, cette innovation sera reprise au championnat du monde de Match Race Sailing (comme écrit sur le trophée : le terme Match Racing n'est pas encore utilisé) de 1989 à Lymington. Cette même année, à Londres, le système de classement des barreurs est créé et administré par l'International Yacht Racing Union (IYRU) (qui sera renommée ISAF en 1996, puis World Sailing vers 2015).
En 1992, l'arbitrage direct s'étend à l'ensemble des compétitions de match racing dont la Coupe de l'America.
Le Women's International Match Racing Association (WIMRA) est formé en 1996 par des compétitrices de tous pays, dans le but de développer le Match Racing féminin et inclure un évènement féminin aux Jeux olympiques. Ainsi en 1999, apparait le premier ISAF Women’s Match Racing World Championship.
En 2000, est créé le Swedish Match Tour, un circuit d'épreuves internationales, qui deviendra en 2006 le World Match Racing Tour, l'épreuve reine du Match Racing qui couronne le champion du monde.
Mais c'est seulement à partir de 2008 qu'une épreuve de Match Racing féminin, sur Elliott 6m, est inscrite au programme des Jeux olympiques de 2012.

## Organisation d'une épreuve

### Les grades
Les épreuves de Match Racing sont classées selon leurs grades.
Plus l'épreuve est importante, plus les contraintes à respecter par l'organisateur sont fortes (nombre de bateaux, de jours de régate et d'entraînement, niveau de l'équipe d'arbitrage, taille du bateau, prize money...), notamment celles concernant le classement des coureurs qui se doit d'être suffisamment élevé pour que le grade soit accordé ,.
Bien évidemment, plus le grade est important, plus l'épreuve rapporte de points aux coureurs, via un système de coefficients alloués aux épreuves.
| Grade | Type                                                                           | Coefficient |
| ----- | ------------------------------------------------------------------------------ | ----------- |
| W     | Etapes du Championnat du Monde World Sailing                                   | 3,5         |
| 1     | Epreuves internationales les plus importantes                                  | 3           |
| 2     | Epreuves internationales                                                       | 2,5         |
| 3     | Epreuves internationales mineures, ou championnats nationaux (Open ou Espoirs) | 2           |
| 4     | Epreuves nationales autres                                                     | 1,5         |
| 5     | Epreuves régionales                                                            | 1           |

Des points de bonus (jusque 0,4) peuvent également être ajoutés aux coefficients des épreuves, en fonction de la concentration des barreurs "bien classés" pour chaque épreuve (par exemple la concentration des barreurs du top 100 pour un grade 2).

### Bateaux utilisés
Afin d'assurer l'équité entre les concurrents, les bateaux doivent être le plus identiques possibles. Ce sont donc des monotypes, qui sont prêtés par les organisateurs, tirés au sort au début de l'épreuve et re-tirés au sort plusieurs fois pendant l'épreuve afin de garantir une équité maximale. Les réglages de mât, l'usure des voiles et l'état des coques doivent être équivalents.
Les bateaux utilisés sont généralement des monocoques habitables d'une longueur comprise entre cinq et douze mètres. En France, il s'agit principalement des bateaux suivants : J80, First class 7.5, Bénéteau 25 et Open 5.70 qui font tous entre cinq mètres et demi et huit mètres de long. Des COD 25 (catamarans) ont également récemment été utilisés par l'APCC à Pornichet pour les Internationaux de France de Match Racing, mais depuis 2018 les organisateurs sont repassés au J80, bien plus intéressants pour les phases de match racing.
Une des particularités du Match Racing est donc l'adaptation à des bateaux différents.
On notera également qu'en Match Racing, les chandeliers et les filières de rappel sont systématiquement enlevés, le rappel se faisant généralement sur des écoutes ou autre "working sheet". De même, le charriot de grand-voile est souvent bloqué au centre, afin que le GV/tacticien puisse se concentrer plus sur la tactique que sur les réglages.

### Encadrement des matchs
Les matchs nécessitent un encadrement important :
- le comité de course, composé de trois personnes, place le parcours à l'aide des mouilleurs. Il envoie la pavillonnerie qui rythme les départs, vérifie le respect du départ et désigne le vainqueur du match. Il peut décider d'annuler un match ou de modifier le parcours en fonction du vent.
- les mouilleurs placent les bouées.
- le PRO supervise toute l'organisation.
- les umpires sont les arbitres. Au nombre de deux, ils partagent le bateau d'arbitrage. Chaque arbitre est l'observateur d'un bateau et commente les actions de l'équipage. Ce sont les arbitres qui décident quand il y a faute, en temps réel.
- les wings (optionnels) aident les umpires à observer les bateaux. En effet, il est souvent nécessaire d'avoir deux points de vue afin de bien apprécier les distances entre bateaux.

## Déroulement d'une épreuve

### Format classique d'une épreuve
Une épreuve de Match Racing débute généralement par un ou plusieurs round-robins (avec éventuellement un repêchage), suivis de phases finales avec des matchs à élimination directe.
Lors d'un round-robin, chacun des équipages rencontre la totalité des autres équipages. Il marque un point à chaque victoire, zéro sinon.
Les équipages ayant le plus de points à l'issue de la phase de round-robin accèdent aux phases finales (du type quarts de finale, demi-finales, finales), avec élimination directe. L'équipage qui a le plus de points choisit généralement son adversaire parmi les autres qualifiés, puis le second mieux classé choisit son adversaire parmi les qualifiés restants, et ainsi de suite jusqu'à ce que le programme soit établi. Les matchs se jouent alors souvent en deux ou trois points gagnants, lorsque c'est possible.
Ce même processus de choix des équipages se produit à chaque étape des phases finales (quart de finale, demi-finales et finales).
En parallèle, des matchs de classement sont souvent courus pour départager les équipages éliminés précocement, sous forme de round-robin, de play-off ou de "King of Castle", qui est un format typique rencontré en Match-Racing. Dans ce dernier cas, le dernier affronte l'avant-dernier en un point : le perdant prend la dernière place et le vainqueur obtient le droit de défier l'avant-avant-dernier. Ce processus se réitère, par exemple jusqu'au 5e de l'épreuve (premier non qualifié pour les demi-finales). Ainsi, le dernier peut espérer remonter jusqu'à la 5e place s'il gagne tous ses matchs de King of Castle ; un équipage qui perd son premier et seul match de King of Castle peut perdre maximum une place par rapport à son classement à l'issue de la phase précédente.

### Flights et pairing list
L'ordre des matchs est défini dans une "pairing list", qui est distribuée à tous les équipages en début de journée.
La pairing list contient plus précisément une série de "flights", qui eux-mêmes représentent une série de matchs au sein d'une procédure commune.
Par exemple, si 12 équipages sont présents sur une épreuve, pour 8 bateaux disponibles, chaque flight sera défini par une séquence de 4 départs consécutifs, ce qui concerne 8 équipages au total. Les 4 autres équipages seront donc en attente, jusqu'au prochain flight où ils seront concernés, et où une rotation d'équipage aura lieu.
Il y aura autant de flights qu'il est nécessaire afin que tous les équipages puissent se rencontrer en round-robin.

### Déroulement d'un match

#### Parcours
Un match se déroule classiquement sur deux tours d'un parcours dit "banane" mouillé dans l'axe du vent :
- une phase de pré-départ qui dure quatre minutes, avant le top départ
- une remontée au vent, en tirant des bords
- une descente vent arrière durant laquelle le spi est généralement hissé
- une deuxième remontée
- une deuxième descente pour enfin passer la ligne d'arrivée.

À noter que les marques de parcours doivent être laissées à droite, contrairement à la course en flotte.
Un match seul dure classiquement quinze à vingt minutes.

#### Le pré-départ
Cette phase particulière débute quatre minutes avant le top départ. À ce moment, les deux bateaux entrent dans la zone de départ. Il s'ensuit une bataille entre ces bateaux dont l'objectif est soit de prendre un avantage certain sur l'adversaire dès la phase de départ, soit de partir du côté du plan d'eau choisi. La connaissance des schémas tactiques de départ, la capacité à accélérer ou à manœuvrer de l'ensemble de l'équipage et la gestion du timing sont des éléments clés lors de cette phase.
Il est possible de séparer les pré-départ en cinq phases :
- phase 1 : L'entrée Cette phase débute quand les bateaux entrent sur la zone de départ (à -4 minutes) et se terminent souvent par un dial-up (les deux bateaux sont face au vent). Le dial-up est une situation neutre pour les deux bateaux, mais la sortie du dial-up peut conduire directement à une phase de contrôle ou d'attente ;
- phase 2 : Le contrôle Cette phase apparaît quand un bateau prend le contrôle sur un autre et l'empêche de revenir vers la ligne. Il est très difficile de maintenir le contrôle pendant quatre minutes, mais s'il est réussi, le bateau qui a pris le contrôle est certain de gagner le départ ;
- phase 3 : l'attente Si aucun des bateaux n'est contrôlé, les deux bateaux passent en phase d'attente : il n'est pas possible de prendre encore un avantage sur l'autre, cela se traduit par des circlings (les bateaux décrivent des cercles) ou par une phase d'arrêt face au vent ;
- phase 4 : le retour c'est la phase clé du départ, celle sur laquelle doit se porter toute l'attention : chacun des équipages doit décider quand revenir vers la ligne pour prendre le meilleur départ et du côté choisi. Il faut soit revenir tôt, en perdant du temps tout en gardant l'adversaire derrière soi, soit revenir derrière l'adversaire en le poussant, jusqu'à qu'il soit acculé à la ligne sans  possibilité de choisir son départ ;
- phase 5 : le final cette phase n'existe que si les deux bateaux reviennent trop tôt vers la ligne. Les deux bateaux se retrouvent alors presque arrêtés proches de la ligne. Dans ce cas il faut gérer une phase très intuitive, où il faut savoir prendre des décisions très rapidement pour gagner le départ.

#### La remontée au vent
Après le départ, le bateau qui arrive à prendre l'avantage va chercher soit à augmenter son avance, soit à bloquer la situation pour empêcher tout revirement ce qui se traduit par un marquage serré. Une règle de base est de toujours rester entre l'adversaire et la marque suivante. De plus, un bateau devant peut déventer son adversaire. Mais garder l'adversaire juste derrière soi n'est parfois pas suffisant, car lors de la descente sous spi, un bateau juste derrière dévente et passe bien souvent son adversaire. Si les schémas tactiques servent à gérer un adversaire au contact, aller vite, bien manœuvrer et naviguer en phase avec le vent sont souvent plus importants pour gagner un match.

#### La descente
Si au près le bateau de tête peut déventer son adversaire, au portant les rôles s'inversent, et un bateau très proche derrière a de fortes chances de déventer et passer son adversaire, de plus il touche les risées le premier et est souvent maître de la situation.

## Règles et système de pénalités
Dans une course de Match Racing, des règles définissent les priorités entre les deux adversaires. Ces règles sont pour la plupart les mêmes que pour les régates en flotte. Étant donné la proximité des deux bateaux pendant la phase de départ et pendant toute la course, il est nécessaire de connaitre les règles et les schémas tactiques qu'elles créent.
Lorsqu'un équipage estime que l'adversaire a commis une faute, il le signale en brandissant un pavillon "Y", afin de demander que la situation soit jugée. Les arbitres accompagnant spécifiquement ce match doivent estimer si effectivement une faute a été commise lors de cette situation, et signaler rapidement leur verdict (via des pavillons de différentes couleurs), qui peut être dans les deux sens. Cela peut ainsi se retourner contre l'équipage qui a demandé le jugement.
Lorsqu'un bateau fautif doit effectuer une pénalité, il peut choisir le moment opportun pour la réaliser (après le départ) si c'est sa première. Il devra la faire immédiatement (après le départ) si c'est la seconde. Si c'est sa troisième, il perd immédiatement son match.
Faire une pénalité consiste en:
- un empannage suivi d'une remontée au plus près, lors des bords de près ;
- ou un virement de bord suivi d'une abattée au portant, lors des bords portants.

Une autre façon de réparer sa pénalité est d'en infliger une à son adversaire. Dans ce cas, les deux pénalités s'annulent.

## Postes au sein d'un équipage
Les équipages sont généralement constitués de trois à six personnes mais ont pu atteindre jusqu'à dix-huit personnes sur des épreuves spécifiques comme la Coupe de l'America jusqu'en 2007. Chaque équipier a un rôle particulier, qu'il s'agisse d'agir sur la vitesse, sur les manœuvres ou sur la tactique. Un équipage typique de quatre personnes comprend (de l'avant du bateau vers l'arrière) :
- le no 1 : cet équipier très mobile s'occupe principalement des manœuvres. Son rôle est d'envoyer et d'affaler les voiles d'avant (spinnaker et génois). Il a aussi un rôle important dans l'observation du plan d'eau. Lors des départs, c'est souvent lui qui annonce le timing et éventuellement la distance à la ligne.
- le régleur : son rôle, très physique et central, est de gérer de la vitesse du bateau en réglant les voiles d'avant. Il doit donc "écouter" le bateau en permanence et communiquer avec le barreur pour diriger le bateau.
- le GV/tactique : cet équipier à un double rôle. En réglant la grande-voile il participe à la vitesse du bateau, mais son rôle principal est tactique et consiste à anticiper les variations de vent et les choix de l'adversaire afin de prendre les décisions qui pourront faire gagner son équipage. Enfin il communique constamment avec ses équipiers afin de garantir la cohésion de l'équipage lors des manœuvres.
- le barreur : il tient la barre. Son rôle peut varier selon les phases de jeu. Lors du départ il prend les décisions à court terme pour placer le bateau là où l'a décidé le tacticien. Une fois le départ donné, il s'occupe principalement de la vitesse du bateau avec le régleur. Lors des phases rapprochées avec l'adversaire, il reprend un rôle de placement du bateau.

## Classement mondial
Un classement mondial est défini et maintenu par World Sailing : la "ranking list".
Seuls les barreurs sont classés.
Ils marquent des points en fonction de leur classement lors de cette épreuve, et de leur performance relative par rapport au "ranking" des autres coureurs (des points de bonus sont accordés lorsqu'un barreur bat un autre barreur mieux "ranké" que lui), et du grade de l'épreuve.
Ce classement tient compte des huit meilleurs résultats (mesurés en points) de chaque barreur sur les deux dernières années (pour être plus précis : les 4 meilleurs résultats des 12 derniers mois avec un gros coefficient, et les 4 meilleurs résultats des 12 mois antérieurs avec un petit coefficient). Il est mis à jour tous les mois.
Ce classement est primordial pour les barreurs, car pour pouvoir accéder à des épreuves importantes et donc avoir l'occasion de pouvoir marquer davantage de points, il faut avoir le meilleur classement possible.
Il existe deux classements en Match Racing :
- Le classement Open : ce classement prend en compte tous les résultats quel que soit le type d'épreuve (Open, Espoir, Universitaire), à l'exception des épreuves réservées aux équipages féminins
- Le classement Féminin : ce classement prend en compte tous les résultats réalisés par les équipages 100% féminins, quel que soit le type d'épreuve (Open, Féminin, Espoir, Universitaire)

## Match Racing dans le monde

### Les grandes compétitions internationales

#### Le World Match Racing Tour

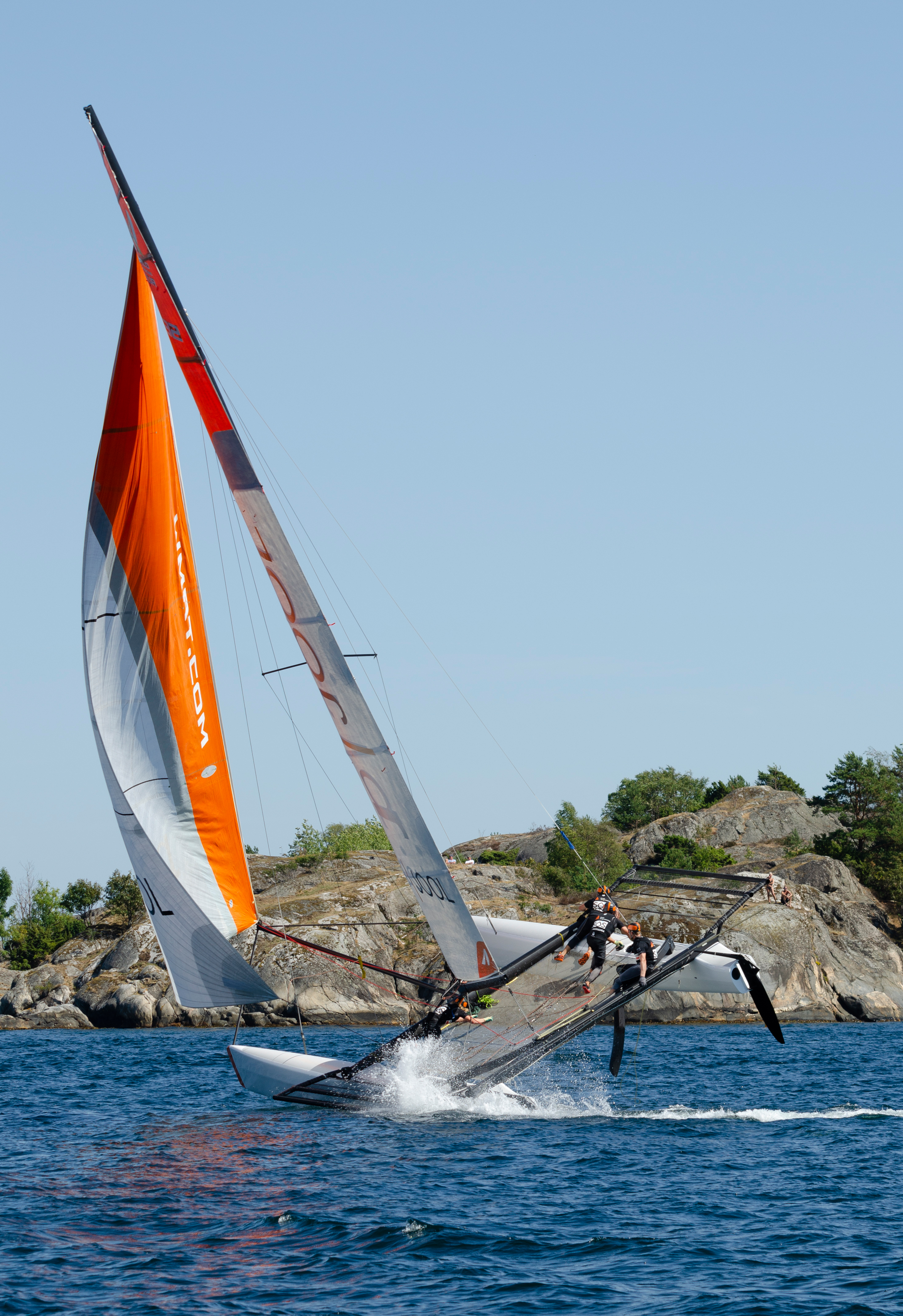
Un bord dans Match Cup Norway 2018, à Risør, partie du World Match Racing Tour. Juillet 2018.

##### Histoire
Jusqu'en 2005, l'ISAF organisait le championnat du monde sur une épreuve unique. Parallèlement, à partir de l'an 2000, le Swedish Match Tour se met à réunir les meilleurs équipages de la discipline, sur un circuit d'épreuves internationales. Rapidement, il devint plus prestigieux de remporter ce Swedish Match Tour que le championnat du monde. À partir de 2006, le Swedish Match Tour perd le soutien de son partenaire principal mais l'ISAF décide de couronner le vainqueur de ce circuit du titre de champion du monde, ce circuit devient alors le World Match Racing Tour.
Le WMRT est alors le véritable championnat du monde de la discipline, les équipages s'affrontent à travers dix épreuves autour du monde. Une couverture médiatique unique avec des caméras embarquées, des prix en espèces à chaque étape (1,5 million de dollars en tout) et des coureurs devenus des stars de la voile font de ces épreuves un circuit exceptionnel. Malheureusement, du côté sportif, il faut déplorer un système d'admission qui reste obscur.

##### Champions du monde de la discipline
| Année | World Champion     | Match Tour Winner  |
| ----- | ------------------ | ------------------ |
| 2025  |                    |                    |
| 2024  | Ian Williams       | Ian Williams       |
| 2023  | Ian Williams       | Ian Williams       |
| 2022  | Nick Egnot-Johnson | Nick Egnot-Johnson |
| 2021  | -pas couru-        | -pas couru-        |
| 2020  | Taylor Canfield    | Taylor Canfield    |
| 2019  | Phil Robertson     | Phil Robertson     |
| 2018  | -pas couru-        | -pas couru-        |
| 2017  | Torvar Mirsky      | Torvar Mirsky      |
| 2016  | Phil Robertson     | Phil Robertson     |
| 2015  | Ian Williams       | Ian Williams       |
| 2014  | Ian Williams       | Ian Williams       |
| 2013  | Taylor Canfield    | Taylor Canfield    |
| 2012  | Ian Williams       | Ian Williams       |
| 2011  | Ian Williams       | Ian Williams       |
| 2010  | Ben Ainslie        | Ben Ainslie        |
| 2009  | Adam Minoprio      | Adam Minoprio      |
| 2008  | Ian Williams       | Ian Williams       |
| 2007  | Ian Williams       | Ian Williams       |
| 2006  | Peter Gilmour      | Peter Gilmour      |
| 2005  | James Spithill     | Peter Gilmour      |
| 2004  | Ed Baird           | Peter Gilmour      |
| 2003  | Ed Baird           | Jesper Radish      |
| 2002  | Karol Jabłoński    | Peter Holmberg     |
| 2001  | -pas couru-        | Magnus Holmberg    |
| 2000  | Dean Barker        | Bertrand Pacé      |
| 1999  | Jesper Bank        |                    |
| 1998  | Peter Gilmour      |                    |
| 1997  | Peter Gilmour      |                    |
| 1996  | Russell Coutts     |                    |
| 1995  | Ed Baird           |                    |
| 1994  | Bertrand Pacé      |                    |
| 1993  | Russell Coutts     |                    |
| 1992  | Russell Coutts     |                    |
| 1991  | Chris Dickson      |                    |
| 1990  | Peter Gilmour      |                    |
| 1989  | Chris Dickson      |                    |
| 1988  | Chris Dickson      |                    |

#### Le circuit féminin

##### Le championnat du monde féminin
| Année | World Championship | ISAF World Cup   | Jeux Olympiques  |
| ----- | ------------------ | ---------------- | ---------------- |
| 2024  | Pauline Courtois   |                  |                  |
| 2023  | Pauline Courtois   |                  |                  |
| 2022  | Pauline Courtois   |                  |                  |
| 2021  | Pauline Courtois   |                  |                  |
| 2020  |                    |                  |                  |
| 2019  | Lucy Macgregor     |                  |                  |
| 2018  |                    |                  |                  |
| 2017  |                    |                  |                  |
| 2016  |                    |                  |                  |
| 2015  |                    |                  |                  |
| 2014  | Anna Kjellberg     |                  |                  |
| 2013  | Tamara Echegoyen   |                  |                  |
| 2012  | Silja Lehtinen     | Anna Tunnicliffe | Tamara Echegoyen |
| 2011  | Anna Tunnicliffe   | Anna Tunnicliffe |                  |
| 2010  | Lucy MacGregor     | Claire Leroy     |                  |
| 2009  | Nicky Souter       |                  |                  |
| 2008  | Claire Leroy       |                  |                  |
| 2007  | Claire Leroy       |                  |                  |
| 2006  | Dorte Jensen       |                  |                  |
| 2004  | Sally Barkow       |                  |                  |
| 2005  | Sally Barkow       |                  |                  |
| 2003  | Malin Millbourn    |                  |                  |
| 2002  | Liz Baylis         |                  |                  |
| 2001  | Dorte Jensen       |                  |                  |
| 2000  | Dorte Jensen       |                  |                  |
| 1999  | Dorte Jensen       |                  |                  |

### Les grandes nations du Match Racing
D'un point de vue sportif il est remarquable que sur vingt-huit champions du monde, quinze viennent de l'hémisphère Sud (Australie et Nouvelle-Zélande).
Nombre de victoires aux championnats du monde par nations
| Pays             | Open | Féminin |
| ---------------- | ---- | ------- |
| Nouvelle-Zélande | 8    | 0       |
| Australie        | 7    | 1       |
| États-Unis       | 4    | 3       |
| Danemark         | 2    | 4       |
| France           | 2    | 3       |
| Royaume-Uni      | 4    | 1       |
| Suède            | 1    | 1       |
| Pologne          | 1    | 0       |
| Finlande         | 0    | 1       |

Tableaux du nombre d'équipages classés au "ISAF Ranking Match Racing" au 10 février 2010
| Pays             | Nombre d'équipages | Nombre d'épreuves 2009 |
| ---------------- | ------------------ | ---------------------- |
| Italie           | 263                | 56                     |
| États-Unis       | 185                | 50                     |
| France           | 171                | 48                     |
| Royaume-Uni      | 91                 | 21                     |
| Allemagne        | 86                 | 29                     |
| Danemark         | 76                 | 23                     |
| Australie        | 75                 | 17                     |
| Brésil           | 75                 | 20                     |
| Russie           | 69                 | 15                     |
| Argentine        | 67                 | 15                     |
| Pologne          | 66                 | 22                     |
| Nouvelle-Zélande | 62                 | 17                     |
| Finlande         | 58                 | 25                     |
| Suède            | 53                 | 27                     |
| Portugal         | 39                 | 13                     |
| Suisse           | 37                 | 9                      |
| Japon            | 35                 | 13                     |

## Match Racing en France

### Le classement des français
La France est généralement très bien représentée en Match Racing, et compte régulièrement des barreurs dans le top 10 mondial. En 2025, environ un équipage sur 3 est francais sur la "first page" du world sailing (25 premiers mondiaux).

#### Les français qui ont été top 5 mondiaux
| Barreur               | Meilleur classement atteint | Année(s)               |
| --------------------- | --------------------------- | ---------------------- |
| Bertrand PACE         | 1                           | 2000, 2001             |
| Luc PILLOT            | 2                           | 2001                   |
| Philippe PRESTI       | 5                           | 2005                   |
| Sébastien COL         | 1                           | 2006, 2007, 2008, 2009 |
| Mathieu RICHARD       | 1                           | 2007, 2008             |
| Damien IEHL           | 3                           | 2010                   |
| Pierre-Antoine MORVAN | 3                           | 2012, 2013             |
| Maxime MESNIL         | 2                           | 2023                   |
| Ian GARETTA           | 4                           | 2024,2025              |
| Aurélien PIERROZ      | 2                           | 2023                   |

#### Le classement actuel des français
| Classement français | Barreur          | Equipage                              | Classement mondial Open | Points |
| ------------------- | ---------------- | ------------------------------------- | ----------------------- | ------ |
| 1                   | Maxime MESNIL    | Match In Black by Normandy Elite Team | 5                       | 9191   |
| 2                   | Simon BERTHEAU   | APCC Équipe Jeune                     | 13                      | 7885   |
| 3                   | Yann GUICHARD    | Spindrift Racing                      | 19                      | 7246   |
| 4                   | Aurélien PIERROZ | MatchAgain by Normandy Elite Team     | 31                      | 6090   |
| 5                   | Sylvain ESCURAT  | CVSAE - Team Pari Match               | 44                      | 5377   |
| 6                   | Jérémy JEAN      | -                                     | 52                      | 5123   |
| 7                   | Pauline COURTOIS | Match in Pink by Normandy Elite Team  | 53                      | 4984   |
| 8                   | Cédric CHATEAU   | -                                     | 56                      | 4915   |
| 9                   | Cyril FORTIN     | Newcal Sailing Team                   | 66                      | 4675   |
| 10                  | Amaury BERGER    | -                                     | 84                      | 4179   |

| Classement français | Barreuse         | Equipage                              | Classement mondial Women | Points |
| ------------------- | ---------------- | ------------------------------------- | ------------------------ | ------ |
| 1                   | Pauline COURTOIS | Match in Pink by Normandy Elite Team  | 1                        | 10715  |
| 2                   | Margot VENNIN    | MatchMoiselles by Normandy Elite Team | 7                        | 5716   |
| 3                   | Margot RIOU      | Equipage féminin - APCC               | 10                       | 5075   |
| 4                   | Claire LEROY     | -                                     | 21                       | 3520   |
| 5                   | Elodie BONAFOUS  | Drôles de dames                       | 28                       | 2161   |

### Le circuit français
Le circuit français se décline en plusieurs championnats :
- Le Championnat de France Open (CFMRO), ouvert à tout le monde
- Le Championnat de France Espoir, ouvert aux équipages 100% espoirs (moins de 25 ans)
- Le Championnat de France Féminin, ouvert aux équipages 100% féminins
- Le Championnat de France Universitaire, ouvert aux étudiants provenant tous de la même académie
- Des épreuves indépendantes (Internationaux de France de Match Racing à Pornichet, Trophée Van der Houwen à Antibes, épreuves à Moisson Lavacourt)

#### Le Championnat de France Open (CFMRO)
Le Championnat de France Open se déroule en trois phases, avec un système de sélection spécifique à travers de multiples épreuves (une quinzaine) étalées sur plusieurs mois, généralement d'octobre/novembre à mars/avril :
- des épreuves "sélectives" organisées au niveau des clubs (en 2018 : Bédanne, Le Havre, Deauville, Port Haliguen, Pornichet, La Rochelle, Arcachon, Sète, Antibes) et ouvertes à tous
- des finales de bassin (3 au total : en Manche, Atlantique et Méditerranée), réservées aux meilleurs des épreuves sélectives
- la finale du Championnat de France, où les trois meilleurs de chaque bassin et trois invités se rencontrent lors d'une épreuve commune à 12 équipages pendant quatre jours.

| Epreuve | Epreuve           | Epreuve         | Epreuve  | Equipage Vainqueur     | Equipage Vainqueur   | Equipage Vainqueur                | Equipage Vainqueur         | Podium                | Podium                 |
| Année   | lieu              | club            | support  | Barreur                | GV/Tactique          | Régleur (s)                       | Nº1                        | Second                | Troisième              |
| ------- | ----------------- | --------------- | -------- | ---------------------- | -------------------- | --------------------------------- | -------------------------- | --------------------- | ---------------------- |
| 2025    | Antibes           | AMRA            | class7.5 |                        |                      |                                   |                            |                       |                        |
| 2024    | Pornichet         | APCC            | J80      | Timothée Rossi         | Thibaut Demai        | Julien Bunel                      | Alice Chiappori Theo Masse | Simon Bertheau        | Maxime Mesnil          |
| 2023    | Antibes           | AMRA            | class7.5 | Aurélien PIERROZ       |                      |                                   |                            | Pauline COURTOIS      | Ian GARRETA            |
| 2022    | Antibes           | AMRA            | class7.5 | Maxime Mesnil          |                      |                                   |                            | Aurelien Pierroz      |                        |
| 2021    | Antibes           | AMRA            | class7.5 | Simon Bertheau         |                      |                                   |                            | Aurelien Pierroz      | Jean-Baptiste BERNAZ   |
| 2020    | La Rochelle       | SRR             | J80      | Simon Bertheau         |                      |                                   |                            | Aurelien Pierroz      | Arthur Barrue          |
| 2019    | Pornichet         | APCC            | J80      | Maxime Mesnil          | Yann Chateau         | Jean-Baptiste Ducamin             | Yves-Marie Pilon           | Cédric Chateau        | Christian Ponthieu     |
| 2018    | Léry-Poses        | Ligue Normandie | Class7.5 | Jean-Baptiste Bernaz   | Philippe Buchart     | Mattis Naud                       | Thomas Deplanque           | Pauline Courtois      | Cédric Chateau         |
| 2017    | Pornichet         | APCC            | J80      | Robin Follin           | Valentin Sipan       | Tim Lepauw                        | Thomas Deplanque           | Pierre-Antoine Morvan | Cédric Chateau         |
| 2016    | Bédanne           | CVSAE           | Class7.5 | Cédric Château         | Nathalie Corson      | Edouard Leveau                    | Sophie Faguet              | Victor Migraine       | Maxime Mesnil          |
| 2015    | Antibes           | AMRA            | Class7.5 | Francois Brenac        | Philippe Mourniac    | Philippe Buchard                  | Thomas Deplanque           | Cédric Chateau        | Robin Follin           |
| 2014    | Fécamp            | SRH             | Class7.5 | Jean Baptiste Bernaz   | Aymeric Arthaud      | Vincent Berenguier                | Thomas Deplanque           | Cédric Chateau        | Arthur Herreman        |
| 2013    | Antibes           | AMRA            | Class7.5 | Franck Cammas          | Erwan Israel         | Devan Le Bihan                    | Christophe Andre           | Francois Brenac       | Emmanuel Dyen          |
| 2012    | Pornichet         | APCC            | J80      | Mathieu Richard        | Olivier Herlédant    | Devan Le Bihan                    | François Verdier           | Cédric Chateau        | Damien Iehl            |
| 2011    | Cherbourg         | CNM             | J80      | Alexis Littoz-Barritel | Antoine Carraz       | Matthieu Morreau                  | Pierre Laouenan            | Vincent Biarnes       | Cédric Chateau         |
| 2010    | Antibes           | YCA             | Class7.5 | Francois Brenac        | Jean-Sebastien Ponce | Philippe Buchard                  | Thomas Deplanque           | Cédric Chateau        | Francois Morvan        |
| 2009    | Pornichet         | APCC            | J80      | Pierre-Antoine Morvan  | Nicolas Pauchet      | Nicolas Heintz                    | Mathieu Renault            | Cédric Chateau        | Alexis Littoz-Barritel |
| 2008    | Pornichet         | APCC            | J80      | Alexis Littoz-Barritel | Matthieu Moreaux     | Benjamin Tristan                  | Vincent Aillaud            | Christian Ponthieu    | Cédric Chateau         |
| 2007    | Le Havre          |                 | Class7.5 | Victor Lanier          | Nicolas Dore         | Julien Falxa                      | Jean-Pierre Nicol          | Dimitri Deruelle      | Pierre-Antoine Morvan  |
| 2006    | Quiberon          | ENV             | Class7.5 | Pierre-Antoine Morvan  | Nicolas Pauchet      | Devan Le Bihan                    | Mathieu Renault            | Dimitri Deruelle      | Vincent Biarnes        |
| 2005    |                   |                 | Class7.5 | Philippe Legros        | Steven Liorzou       | Étienne Svilarich                 | Jean-Marie Pinson          | Erwan Israel          | Dimitri Deruelle       |
| 2004    | La grande motte   |                 |          | Sébastien Col          | Pierre Massé         | Dimitri Despierres                | Christophe André           | Mathieu Richard       | Dimitri Deruelle       |
| 2003    | La grande motte   |                 |          | Sébastien Col          | Pierre Massé         | Dimitri Despierres                | Romain Troublé             | François Brenac       | Mathieu Richard        |
| 2002    | St Quay Portrieux | SNQP            | Class8   | Paul-Ambroise Sévestre | Thomas Deplanque     | Loïc Gwendal Le Helley            | Wilfried Wargnier          | Pierre-Yves LAMBERT   | Rémi Vidor             |
| 2001    | Quiberon          | ENV             | Class8   | Philippe Presti        | Pascal Rambeau       | Philippe Mourniac                 | Jean-Marie Dauris          | Mathieu Richard       | Paul-Ambroise Sevestre |
| 2000    | Pornichet         | APCC            | Class8   | Sébastien Col          | Dimitri Despierres   | Pierre Macé                       | Loic Goepfert              | Mathieu Richard       | Sébastien Canard       |
| 1999    |                   |                 |          | Philippe Presti        |                      |                                   |                            | Damien Iehl           | Mathieu Richard        |
| 1998    |                   |                 |          | Luc Pillot             | Jean-François Névo   | Christian Karcher                 | Emmanuel Minard            |                       |                        |
| 1997    |                   |                 |          | Thierry Peponnet       |                      |                                   |                            |                       |                        |
| 1996    |                   |                 |          | Bertrand Pacé          | Yann Gouniot         | Fabrice Levet et Jacques Di Russo | Jean François Rivalant     |                       |                        |
| 1995    |                   |                 |          | Bertrand Pacé          | Yann Gouniot         | Fabrice Levet et Jacques Di Russo | Jean François Rivalant     |                       |                        |
| 1994    |                   |                 |          | Luc Pillot             |                      |                                   |                            |                       |                        |
| 1993    |                   |                 |          | Thierry Péponnet       | Yann Gouniot         |                                   |                            |                       |                        |
| 1992    |                   |                 |          | Bertrand Pacé          |                      |                                   |                            |                       |                        |
| 1991    |                   |                 |          | Pierre Mas             | Luc Pillot           |                                   |                            | Bertand Pacé          | Thierry Peponnet       |
| 1990    |                   |                 |          | Pierre Mas             | Nagy                 |                                   |                            | Thierry Peponnet      |                        |
| 1989    |                   |                 |          | Francois Brenac        |                      |                                   |                            |                       |                        |
| 1988    |                   |                 |          | Bertrand Pacé          |                      |                                   |                            |                       |                        |
| 1987    |                   |                 |          | Michel Teweles         |                      |                                   |                            |                       |                        |

### Les Français aux Jeux Olympiques

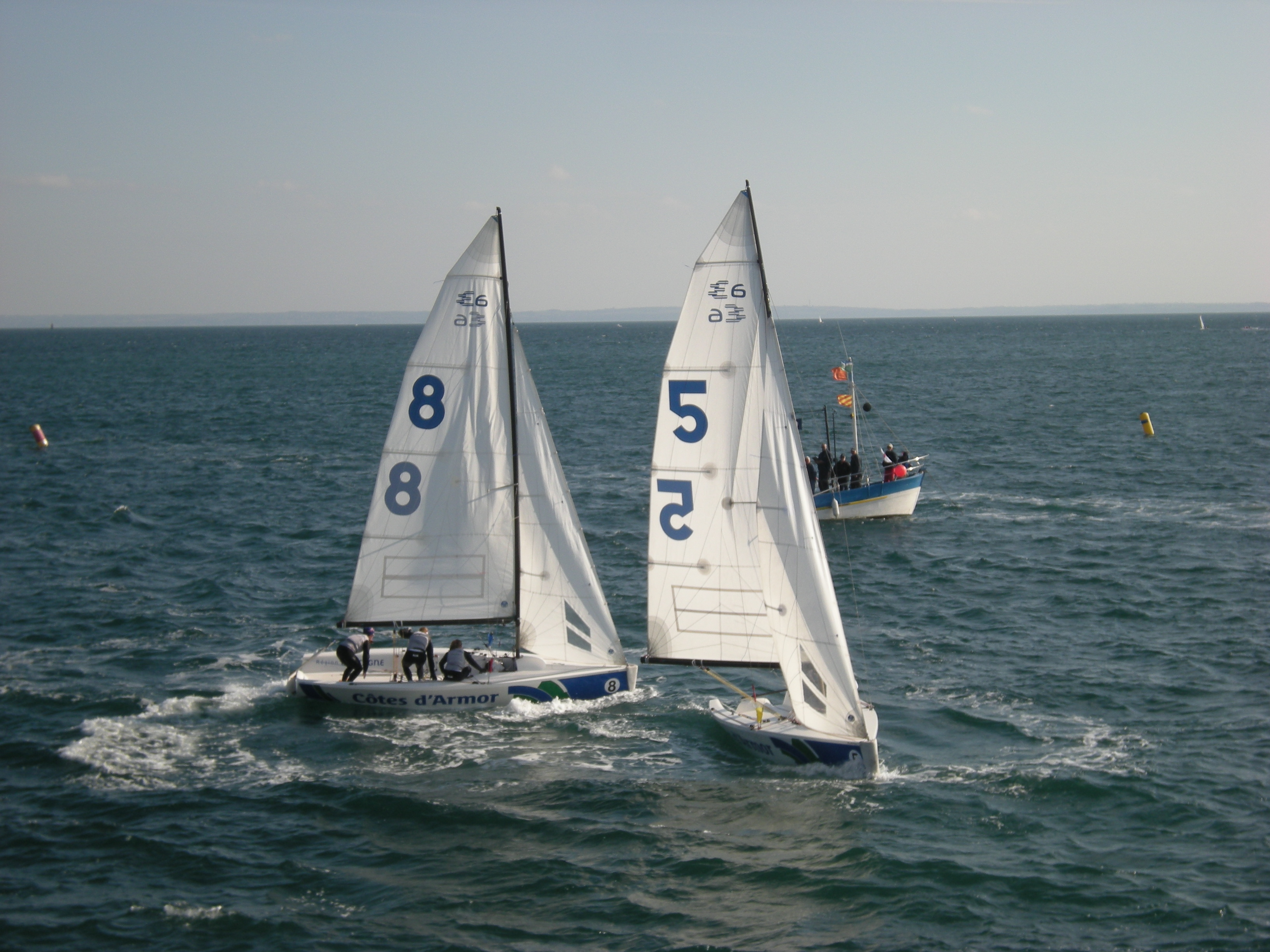
Claire Leroy
(5) contre Lucy Macgregor (8) dans les quatre minutes avant le départ d'une des cinq manches de la finale du St Quay Women Match Racing 2011

Le Match Racing féminin a été une épreuve olympique pour les Jeux olympiques de Londres en 2012.
Ils se sont déroulés sur le site de Weymouth, sur un quillard léger pour trois équipières : l'Elliott 6m.
Quatre équipages féminins se sont entrainés régulièrement au centre d'excellence en Match Racing de la Fédération française de voile de Pornichet pour progresser sur ce support. Ce sont les équipages de :
- Claire Leroy - Mermaid Sailing Team, qui est sélectionnée pour les épreuves de Match Racing des Jeux de 2012 ;
- Anne-Claire Le Berre - Chikabreizh ;
- Julie Bossard - Wind'up ;
- Anne Le Helley.

Le Match Racing a disparu des Jeux Olympiques en 2016.